# Microsoft Graph
Microsoft Graph là một nền tảng dành cho nhà phát triển của Microsoft giúp kết nối nhiều dịch vụ và thiết bị. Phát hành lần đầu vào năm 2015, Microsoft Graph được làm dựa trên Microsoft 365 API và cho phép các nhà phát triển tích hợp các dịch vụ của họ với các sản phẩm của Microsoft, bao gồm Windows, Microsoft 365 và Azure. Tại hội nghị Build 2017, Microsoft đã thông báo rằng họ sẽ sử dụng Microsoft Graph để mang lại chức năng và kết nối mới giữa Windows và các nền tảng hệ điều hành khác, bao gồm cả Android và iOS.